# Tove Jansson

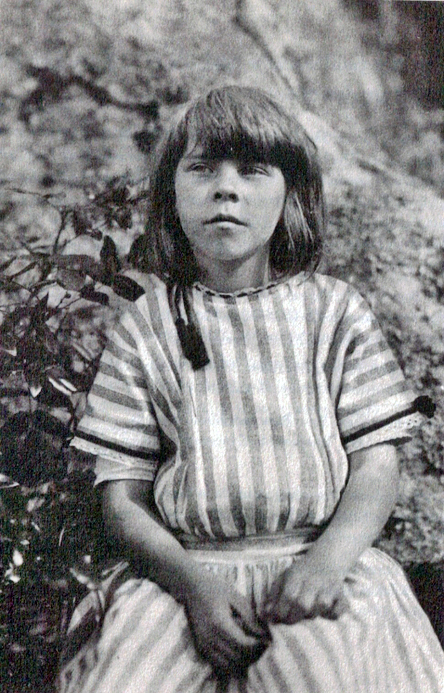
Tove Jansson 1923, fotograferad av sin far

Tove Marika Jansson, född 9 augusti 1914 i Helsingfors, död där 27 juni 2001, var en finlandssvensk författare, konstnär, illustratör och serieskapare.
Hon växte upp i ett konstnärshem i Helsingfors med fadern Viktor Jansson, som var skulptör, och modern Signe Hammarsten-Jansson, som var tecknare. Som ung visade hon intresse för konst och litteratur. Hon studerade vid Tekniska skolan (nuvarande Konstfack) i Stockholm 1930–1933, vid Finska konstföreningens ritskola i Helsingfors samt på konstskolor i Paris 1938. År 1943 hade hon sin första konstutställning. Samtidigt skrev hon romaner och artiklar samt illustrerade bokomslag. Under hela sitt liv var hon aktiv som bildkonstnär vid sidan av sitt författarskap.
Tove Jansson är mest känd för sina böcker och tecknade serier om mumintrollen. Den första boken, Småtrollen och den stora översvämningen, utkom 1945. Därefter följde Kometen kommer (1946) och Trollkarlens hatt (1948), vilket gav henne en bredare publik. Senare skrev hon även för vuxna. Självbiografin Bildhuggarens dotter utkom 1968, följd av ytterligare sex romaner och fem novellsamlingar för vuxna. Utöver sina egna böcker målade hon tavlor och illustrerade bland annat J.R.R. Tolkiens Bilbo – En hobbits äventyr och Lewis Carrolls Alice i Underlandet. Hon skrev också texten till "Höstvisa", med musik av Erna Tauro.
Janssons böcker har översatts till 45 språk. Hon fick under sin levnad ett antal utmärkelser, bland annat H.C. Andersen-medaljen 1966 för sitt författarskap inom barnlitteraturen.
Sedan 2020 är hennes födelsedag en inofficiell flaggdag i Finland. Dagen kallas Tove Jansson-dagen och den finländska konstens dag. Statliga ämbeten flaggar och inrikesministeriet rekommenderar allmän flaggning. Vid hennes 100-årsjubileum 2014 uppmärksammades Tove Jansson i både Finland och Sverige. Den 9 augusti 2014 bytte Skatuddsparken i Helsingfors namn till Tove Janssons park.

## Biografi

### Uppväxt och tidiga verk
Tove Jansson växte upp som äldsta av tre syskon i en konstnärsfamilj på Lotsgatan 4 i Skatudden, Helsingfors. Familjens bostad låg i en hyresfastighet som ägdes av kaffebolaget Paulig. Hennes mor, Signe Hammarsten-Jansson, var svensk konstnär och hennes far, Viktor Jansson, kallad Faffan, var skulptör. Brodern Lars Jansson blev också tecknare, och brodern Per Olov Jansson blev fotograf.
Under uppväxten tillbringade familjen vintrarna i Helsingfors och somrarna på Blidö i Stockholms skärgård eller i en hyrd villa på ön Pellinge i Borgå skärgård. Båda dessa miljöer kom senare att inspirera miljöerna i Mumindalen i Janssons böcker om mumintrollen.
Som sextonåring reste Tove Jansson till Sverige för att studera teckning vid Tekniska skolan i Stockholm. Då hade hon redan flera gånger blivit publicerad. År 1928 syntes hennes verser och illustrationer i Allas Krönika och samma år även illustrationer i Julen. Hon tillverkade egna tidningar som hon sålde och skrev samtidigt på de ännu opublicerade berättelserna "Osynliga makter" och "Matilda och konsten". Året därpå publicerades serien Prickinas och Fabians äventyr som följetong i barntidningen Lunkentus, signerad "Tove". 1929 publicerades även hennes första teckningar i Garm. Modern, som ofta signerade med "Ham", medverkade också i flera av dessa tidningar.

### Bokdebut och resor
Tove Jansson återvände 1933 till Helsingfors. Samma år debuterade hon som författare med Sara och Pelle och Neckens bläckfiskar, utgiven under pseudonymen Vera Haij. Därefter började hon studera vid Finska Konstföreningens ritskola i Helsingfors, som ofta kallas Ateneum. Hon studerade där till våren 1937, med vissa avbrott. Under denna tid etablerade hon sig som konstnär och blev medlem i flera konstnärsföreningar, bland annat Tecknarsamfundet och Konstnärsgillet.
Efter studierna reste Jansson runt i Europa, bland annat till Tyskland, Italien och Paris. År 1934 vistades hon i Tyskland, där hon bland annat målade ett tidigt mumintroll som akvarell. År 1938 bodde hon i Frankrike på ett stipendium. Senvåren 1939 reste hon till Italien och besökte konsthistoriska sevärdheter mellan Verona och Kampanien. I brev till sin mor berättade hon om hur hon till slut kastade de yllebyxor hon fått av modern i Lago di Garda. Denna episod kom senare att inspirera en liknande scen i Kometjakten.
Efter att ha återvänt till Finland slog hon sig ned i Helsingfors och blev tecknare för tidskriften Garm. I sina karikatyrer kritiserade hon Adolf Hitler och Finlands samarbete med Nazityskland. Dessa teckningar väckte starka reaktioner, särskilt från hennes far Viktor, som hade pronazistiska sympatier. År 1935 inledde Jansson en relation med Ateneumstudenten Sam Vanni. När deras relation blev offentlig, möttes den av motstånd från Janssons far, som hade antisemitiska åsikter. Trots detta fortsatte Tove Jansson och Sam Vanni att träffas.
Sammanlagt ritade Jansson omkring 100 omslag till Garm och skapade ett 500-tal satirteckningar och illustrationer. Hon var särskilt aktiv under 1940-talet, då hon enligt samtida källor betraktades som en av Finlands främsta skämttecknare. Garm hade viss opinionsbildande betydelse och kritiserade ofta Nazityskland och Finlands eftergiftspolitik. Jansson och Garm riktade även kritik mot Stalins Sovjetunionen.

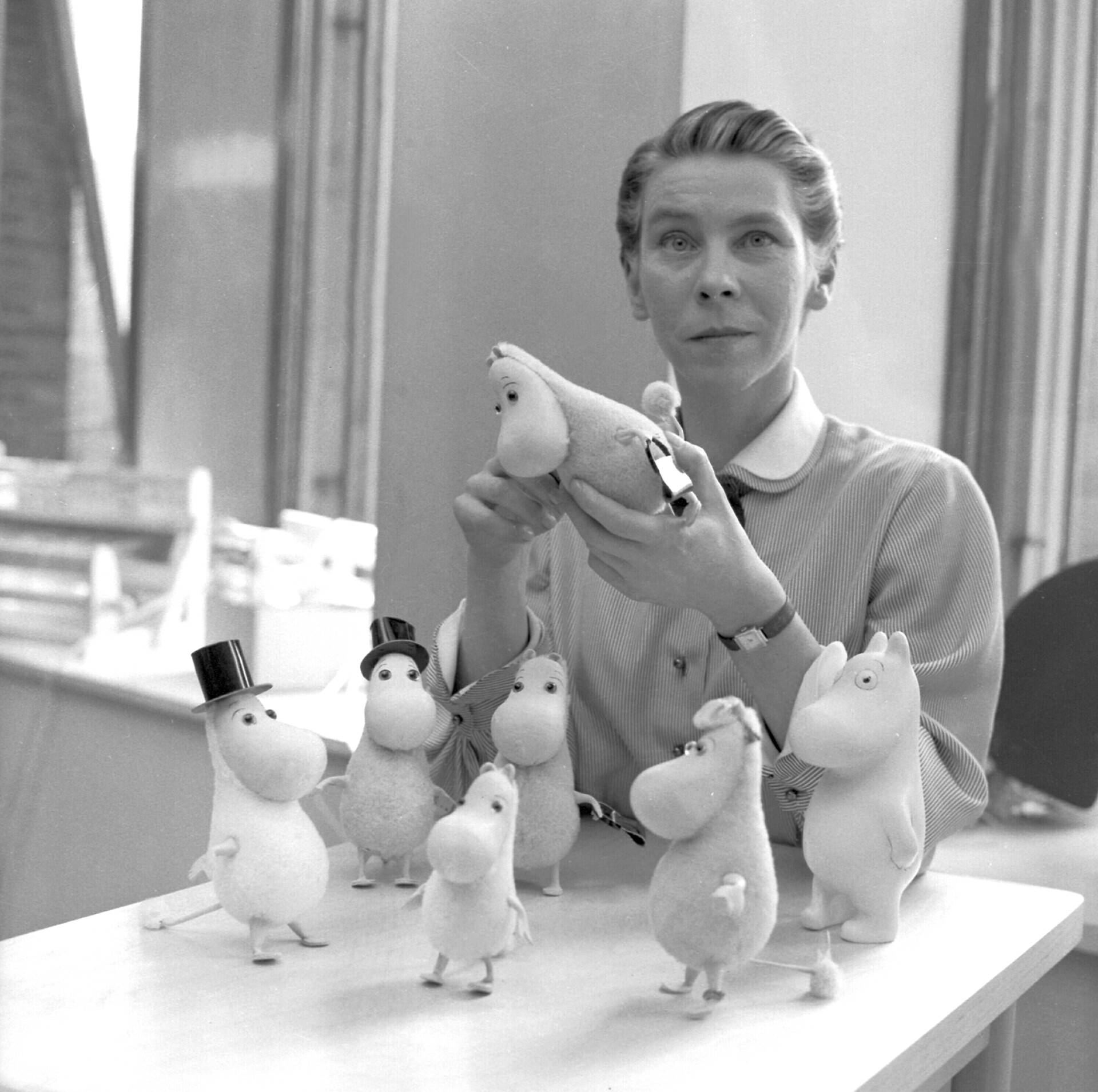
Tove Jansson med mumindockor från Atelier Fauni 1956.

### Mumintrollen
Den första boken om mumintrollen, Småtrollen och den stora översvämningen, gavs ut 1945. Boken var dock skriven flera år tidigare, som ett sätt för Jansson att bearbeta krigets påverkan på hennes omgivning. Mumintrollet förekom ursprungligen som en liten arg signaturfigur i Janssons skämtteckningar i Garm, men fick en huvudroll i böckerna.
Muminböckernas genombrott kom med den tredje delen, Trollkarlens hatt (1948). Denna bok översattes till engelska och gjorde att böckerna fick internationell spridning. Böckerna banade också väg för den tecknade serien om Mumin, som Jansson började teckna 1954 och som 1959 övertogs av hennes yngre bror Lars.
Berättelserna om mumintrollen är de verk Jansson är mest känd för. De utspelar sig i en sagovärld utan människor, men med figurer som har utpräglade personligheter. Huvudpersonen är oftast det nyfikna Mumintrollet. Bland övriga karaktärer finns den träiga Hemulen, den oroliga Filifjonkan, den självupptagne Muminpappan, den kompromisslösa Lilla My, den rastlöse Snusmumriken och den ängslige Sniff.
Mumintrollen söker ofta efter mening, inte nödvändigtvis med livet, utan med tillvaron i stunden. Återkommande teman är också det konstnärliga skapandets utmaningar och hotande katastrofer. Liknande teman återfinns även i Janssons vuxenlitteratur från 1970- och 1980-talen. Finlands svåra erfarenheter under och efter andra världskriget låg till grund för många av dessa motiv.
Jansson hämtade ofta inspiration till sina berättelser och figurer från händelser och personer i sin närhet. Till exempel har Muminmamman flera likheter med Janssons egen mor, och Too-ticki är inspirerad av livskamraten Tuulikki Pietilä. Huvudpersonerna i Sommarboken – en liten flicka och hennes farmor – är modellerade efter Janssons brorsdotter och mor. Handlingen är ofta förlagd till Helsingfors eller den finländska skärgården.

### Övriga böcker och Pietilä
År 1968 publicerades Bildhuggarens dotter, en självbiografi där Tove Jansson beskriver sin barndom.

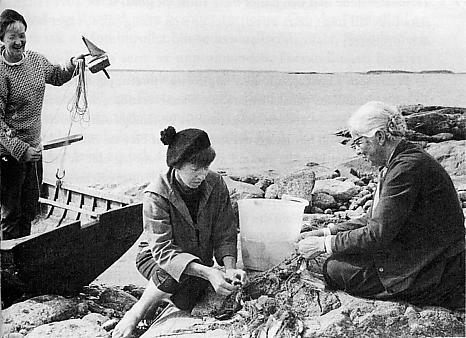
Tuulikki Pietilä, Tove Jansson och Signe Hammarsten-Jansson på Klovharun i Borgå skärgård, 1958.
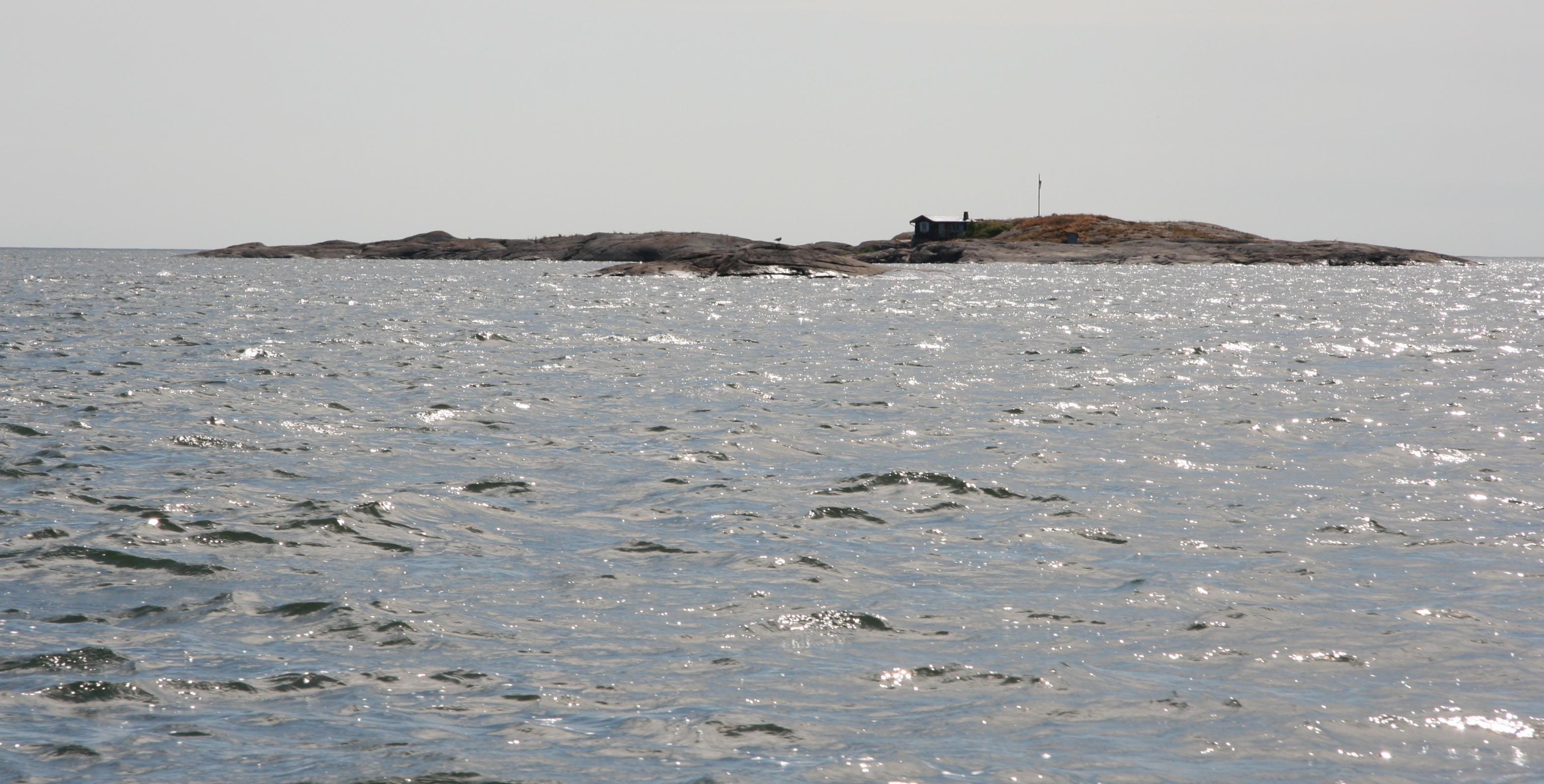
Stugan på Klovharun i Borgå skärgård, där Jansson och Pietilä tillbringade minst 25 somrar. Bilden är tagen 2011.

Från 1956 levde Jansson tillsammans med Tuulikki Pietilä. De hade ateljéer i samma kvarter och tillbringade minst 25 somrar på ön Klovharun i Borgå skärgård.
Efter moderns död 1970 reste Jansson och Pietilä utomlands. Under denna resa började Jansson skriva för vuxna. År 1971 publicerades novellsamlingen Lyssnerskan. Året därpå utkom Sommarboken, inspirerad av brorsdottern Sophia Janssons somrar med sin far Lars Jansson och farmor Signe Hammarsten-Jansson.
Janssons första roman, Solstaden, utgavs 1974 och utspelar sig bland pensionärer i Florida, vilket var en ovanlig miljö för henne. Därefter följde novellsamlingen Dockskåpet och andra berättelser (1978) samt romanerna Den ärliga bedragaren (1982) och Stenåkern. Den ärliga bedragaren handlar om gränsen mellan gott och ont, medan Stenåkern har skapandet som tema.
Under 1976 och 1977 skrev Jansson dramatik, bland annat Gymnastiklärarens död, Dottern och Tio före fyra.
Under sina sista aktiva år gav Jansson ut flera novellsamlingar, såsom Resa med lätt bagage (1987), Brev från Klara och andra berättelser (1990) och Meddelande. Noveller i urval 1971–1997 (1998). Hennes sista roman, Rent spel (1989), skildrar en vänskap mellan två konstnärligt verksamma kvinnor.

### Konsten och kärleken

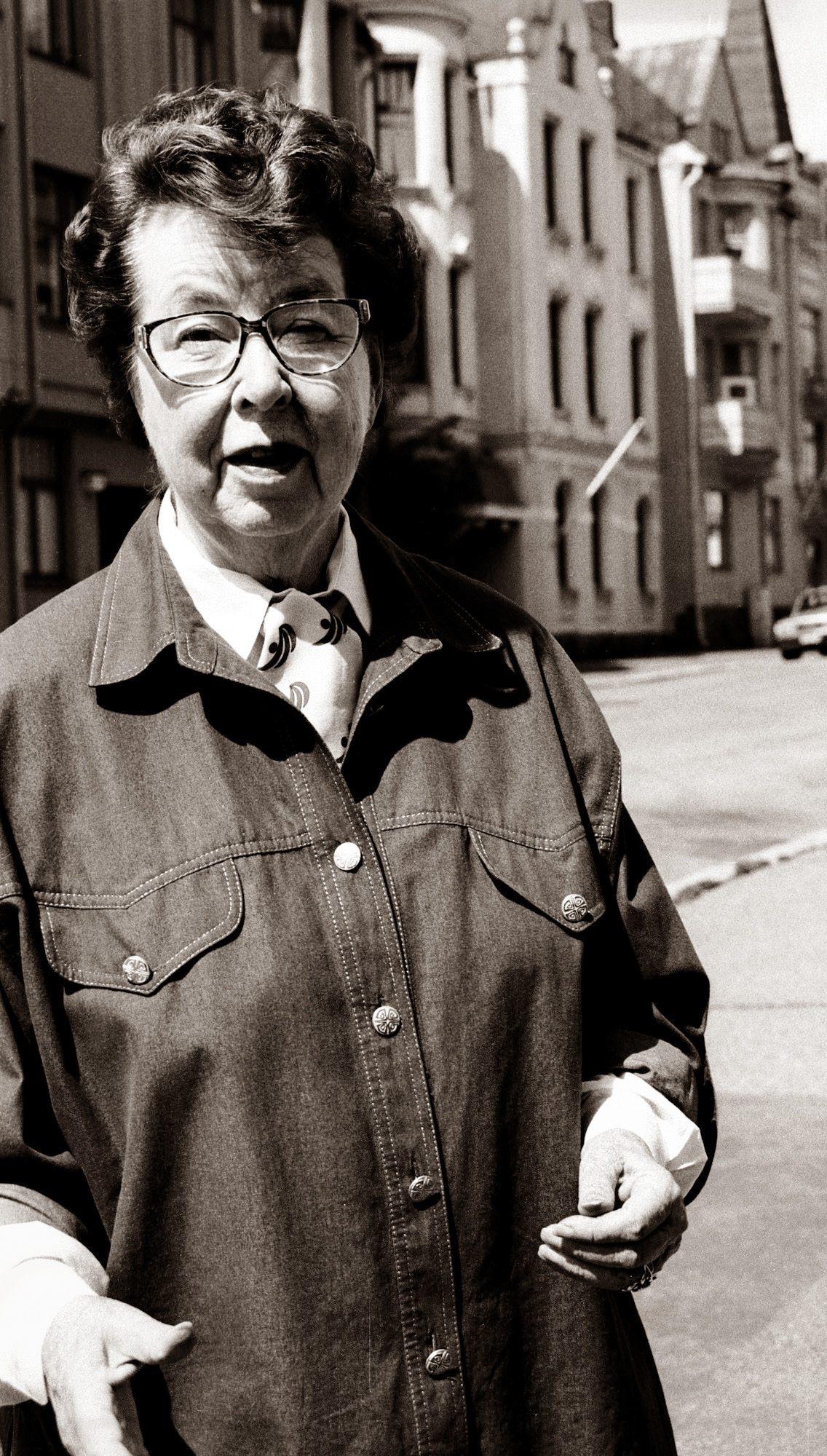
Vivica Bandler, regissör och Tove Janssons nära vän. Hennes relation med Jansson inspirerade figurerna Tofslan och Vifslan i Muminböckerna.

Under studietiden vid Ateneum lärde Tove Jansson känna Sam Vanni, som blev hennes ungdomskärlek. Efter att Vanni flyttat utomlands inledde hon en relation med konstnären Tapio Tapiovaara. De var ett par fram till våren 1942. Hennes komplicerade förhållande till fadern, som var tyskvänlig, bidrog till hennes ovilja att gifta sig och bilda familj.
| ”                            | Jag ser vad det blir av mitt yrke om jag gifter mig. För det hjälper inte; jag har alla dessa kvinnans instinkter att trösta, beundra, underkasta sig, ge upp sig själv. Jag skulle antingen bli en dålig målare eller en dålig fru. Och jag vill inte föda barn som skall dödas i något av de kommande krigen. | „ |
| – Tove Jansson, oktober 1941 | |   |

Jansson utvecklade tidigt en feministisk syn och satte friheten som kvinna och konstnär främst. Denna övertygelse var närvarande även under hennes senare relationer med tidningsmannen Atos Wirtanen och konstnären Tuulikki Pietilä.
År 1946 träffade Jansson Vivica Bandler, och de inledde en intensiv men hemlig kärleksrelation. Under denna tid var homosexuella förhållanden förbjudna i Finland, vilket gjorde att de måste vara diskreta. Jansson använde figurerna Tofslan och Vifslan i Muminböckerna som kodnamn för sig själv och Vivica. Mårran kom att symbolisera hotet mot deras kärlek. Bandler var samtidigt gift med Kurt Bandler, och Jansson hade en relation med Atos Wirtanen.
I sitt författarskap inkluderade Jansson homosexuella teman, exempelvis i romanen Solstaden (relationer mellan män, samt mellan män och kvinnor) och i novellerna "Brev till en idol" och "Den stora resan" (relationer mellan kvinnor). År 1992 samarbetade Jansson och livskamraten Tuulikki Pietilä med Barbro K. Gustafsson, som skrev doktorsavhandlingen Erotiska och homosexuella skildringar i Tove Janssons senare litteratur.
Homosexualitet avkriminaliserades i Finland först 1971 och klassades fram till 1981 som sjukdom. Mellan 1971 och 1999 rådde censur mot skrifter med homosexuellt innehåll i Finland, vilket påverkade både hur Tofslan och Vifslan, Too-ticki och andra teman kunde skildras i Janssons verk.

### De sista åren och rättigheter
Tove Jansson var verksam som författare och konstnär ända in på 1990-talet. Hennes sista egenutgivna bok var novellsamlingen Meddelande. Noveller i urval 1971–1997, som utkom 1998. På 1990-talet godkände hon lanseringen av Mumin som japansk animerad tv-serie. Serien följdes upp av en tecknad serieversion, producerad av olika nordiska serieskapare. År 1994 tilldelades Jansson Svenska Akademiens Stora pris, och 1995 fick hon professors namn.
Tillsammans med Tuulikki Pietilä gav Jansson ut Anteckningar från en ö 1996. Tre år senare hade dokumentärfilmen Haru – de ensammas ö premiär.
Jansson avled den 27 juni 2001 efter en längre tids sjukdom (cancer och hjärnblödning). Hon är begravd på Sandudds begravningsplats i Helsingfors.
Rättigheterna till Janssons verk och figurer förvaltas av Moomin Characters, ett bolag som ägs av hennes bröders efterlevande, Lars och Per Olov Jansson. År 2010 hade bolaget fem anställda och leddes av Sophia Jansson, dotter till Lars Jansson, tillsammans med Roleff Kråkström.

## Eftermäle
Tove Jansson är en av Finlands mest kända författare och konstnärer, med stort nationellt och internationellt inflytande. Hon jämförs ofta med Astrid Lindgren, särskilt som barnboksförfattare.
År 2014 firades hennes 100-årsdag med utställningar och den digitala portalen Tove 100. Samma år öppnade även Tove Janssons virtuella museum på nätet. På hundraårsdagen döptes Skatuddsparken i Helsingfors om till Tove Janssons park.

### Minnesmynt
Myntverket har hedrat Tove Jansson med flera minnesmynt:
- 2004 – 10 euros silvermynt utgivet till hennes 90-årsdag.[39]
- 2014 – 2 euros minnesmynt utgivet till hennes 100-årsdag.[40]
- 2014 – 20 euros silvermynt med Tove Jansson-motiv, utgivet i samband med jubileumsåret.[41]

### Tove Jansson-priset
Priset delas ut för insatser inom barn- och ungdomskultur i Finland. Pristagare är:
- 2003: Irmelin Sandman Lilius[43]
- 2006: Maija Baric

### Film
Filmen Tove hade premiär 2020 (med sverigepremiär 2021). Alma Pöysti spelar Jansson under 1940- och 1950-talen.

### Temapark och utställningar (i urval)
Hennes verk finns i Muminvärlden i Nådendal, i den permanenta utställningen Mumindalen i Tammerfors, som omfattar över 2 000 konstverk, och på Göteborgs konstmuseum.

## Bildgalleri

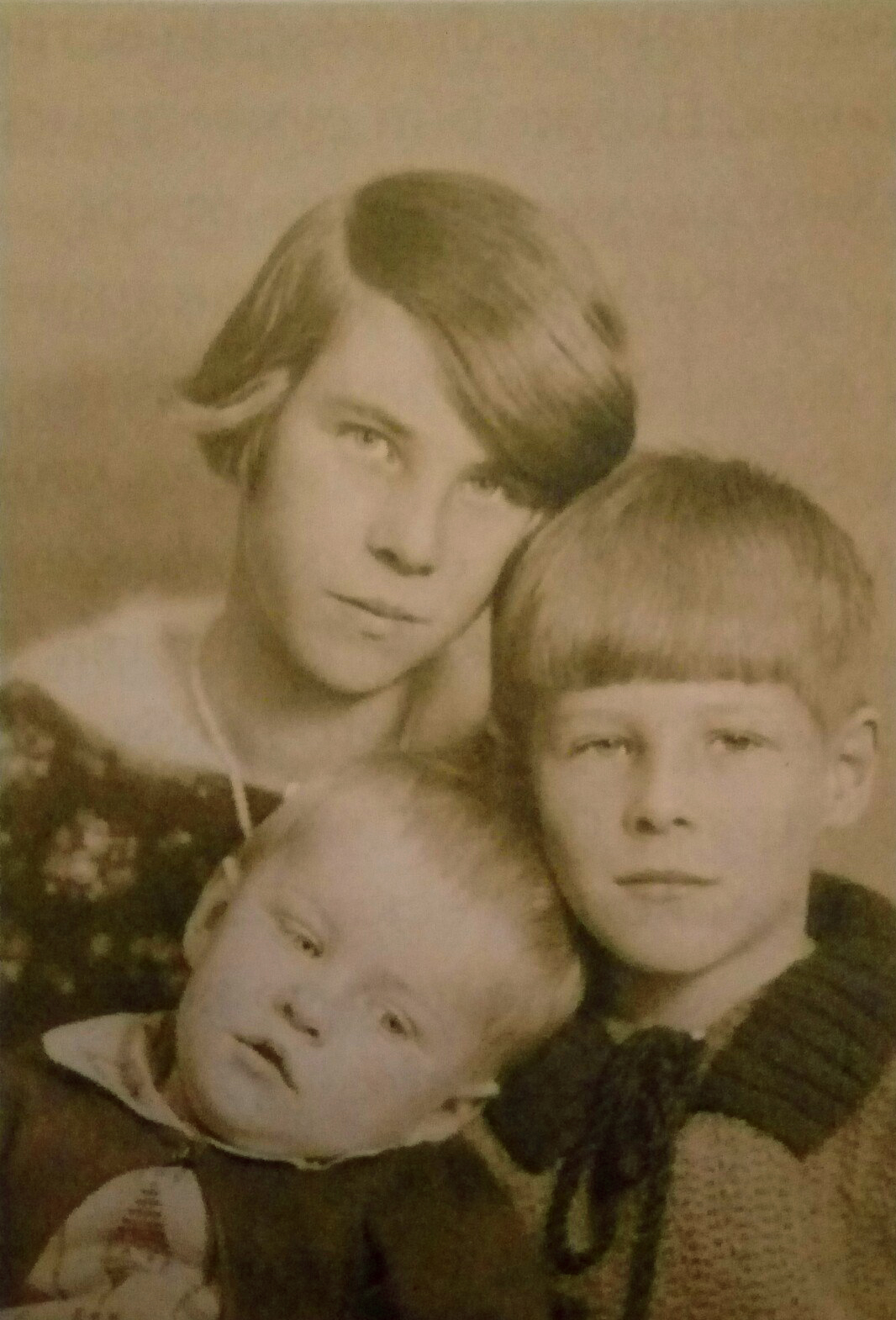
Syskonen Tove Jansson, Lars Jansson och Per Olov Jansson i slutet av 1920-talet.
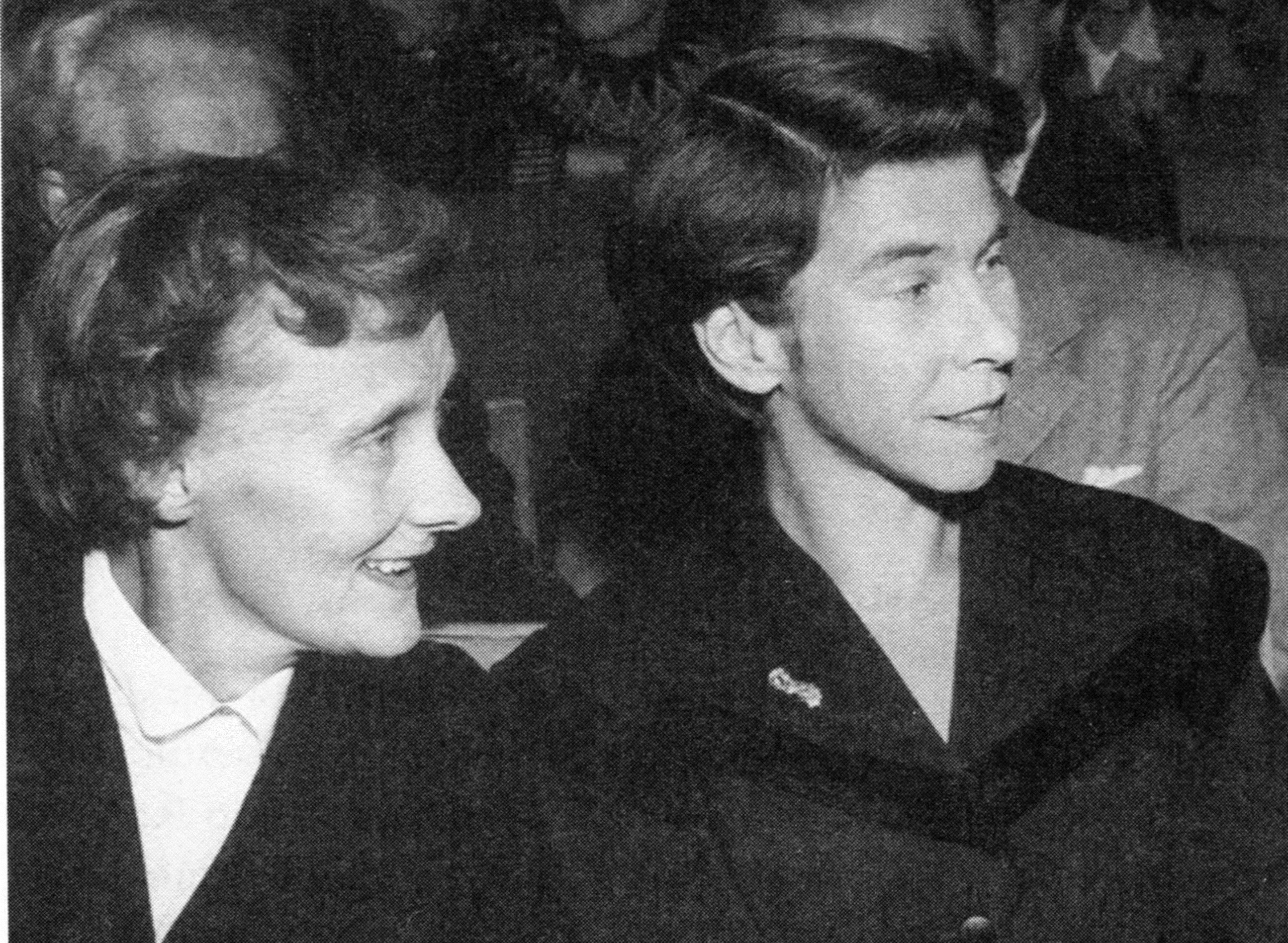
Astrid Lindgren och Tove Jansson 1958.
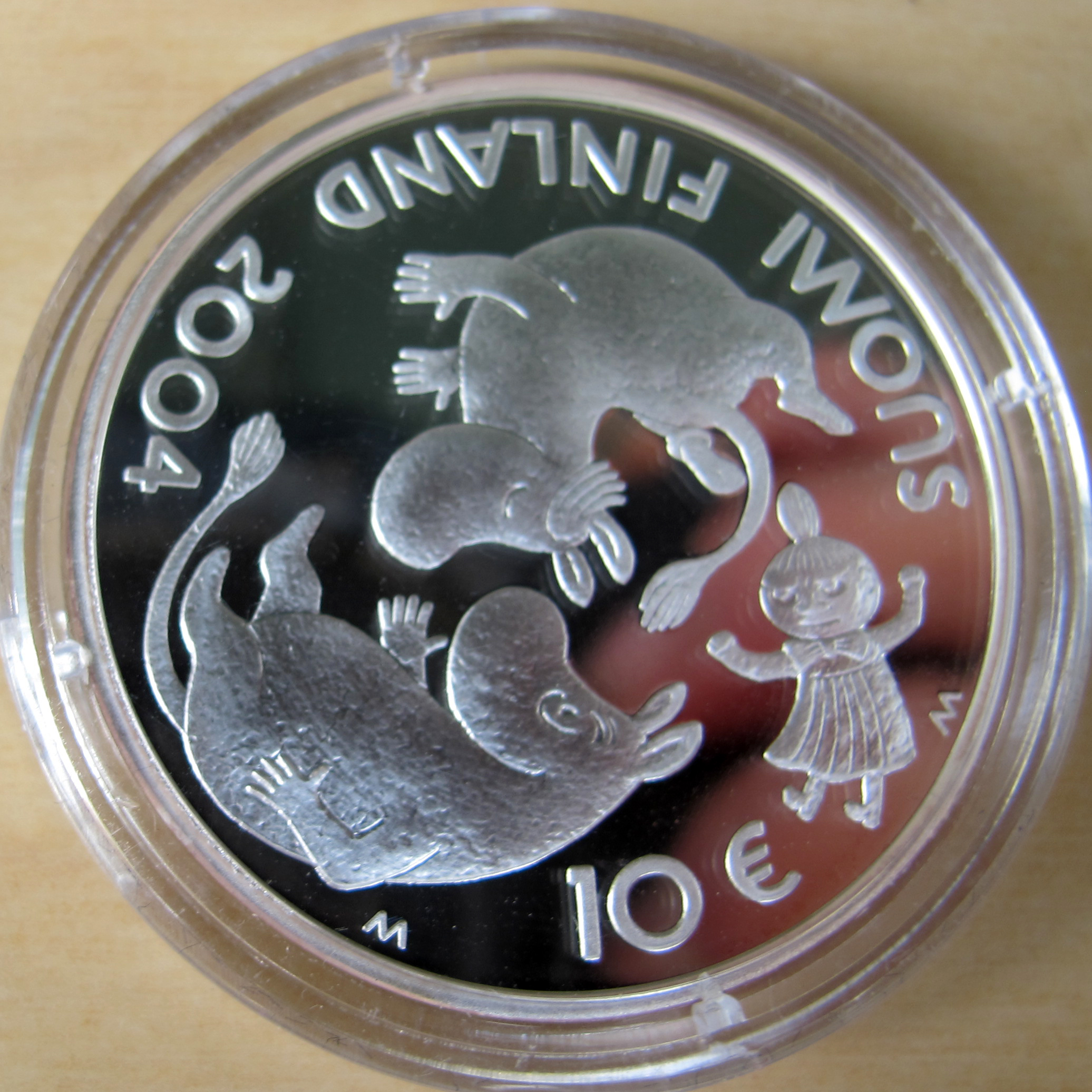
10-euromynt utgivet 2004 av finska Myntverket.

### Muminböckerna
- 1945 – Småtrollen och den stora översvämningen (första nyutgåvan 1991)
- 1946 – Kometjakten (gavs ut i både Finland och Sverige. Från och med andra upplagan kallades boken Mumintrollet på kometjakt. En omarbetad version utgavs 1968 med titeln Kometen kommer)
- 1948 – Trollkarlens hatt (en något omarbetad utgåva utkom 1969 med samma namn)
- 1950 – Muminpappans bravader (omarbetad version utkom 1968 med titeln Muminpappans memoarer)
- 1954 – Farlig midsommar
- 1957 – Trollvinter
- 1962 – Det osynliga barnet (novellsamling)
- 1965 – Pappan och havet
- 1970 – Sent i november
- 1959 – Mumintrollet och hemliga tecknen (en lättläst bearbetning med urval ur Kometjakten)

### Bilderböcker
- 1952 – Hur gick det sen? Boken om Mymlan, Mumintrollet och Lilla My
- 1960 – Vem ska trösta knyttet?
- 1969 – Mumintrollen (tillsammans med Lars Jansson, med illustrationer från Sveriges Radio)
- 1977 – Den farliga resan
- 1980 – Skurken i muminhuset (fotografier av brodern Per Olov Jansson)
- 1993 – Visor från Mumindalen (tillsammans med brodern Lars Jansson och Erna Tauro)

### Övriga böcker
- 1933 – Sara och Pelle och Neckens bläckfiskar (under pseudonymen Vera Haij)
- 1968 – Bildhuggarens dotter (självbiografisk berättelse)
- 1971 – Lyssnerskan (novellsamling)
- 1972 – Sommarboken
- 1974 – Solstaden
- 1978 – Dockskåpet och andra berättelser (novellsamling)
- 1982 – Den ärliga bedragaren
- 1984 – Stenåkern
- 1987 – Resa med lätt bagage (novellsamling)
- 1989 – Rent spel
- 1990 – Brev från Klara
- 1996 – Anteckningar från en ö (självbiografisk skildring, illustrerad av Tuulikki Pietilä)
- 1998 – Meddelande. Noveller i urval 1971–1997 (novellsamling)
- 2017 – Bulevarden och andra texter

### Som illustratör
- 1937 – En bok om segling av Harald Hammersten
- 1937 – Jag av Ella Pipping
- 1943 – Tveskäggs krumelurer av Lorenz von Numers
- 1943 – Lill-Olle och harpalten av Brita Hiort af Ornäs
- 1944 – Små sagor om små kryp för små barn 1: Om flugan Maja av Martin Söderhjelm
- 1944 – Nalleresan av Solveig von Schoultz
- 1944 – Learn English (lärobok) av Ole Reuter och andra
- 1947 – Bröderna Borgs bedrifter av Carolus Sjöstedt (under signaturen Don Carlos)
- 1951 – Våren vaknar av Lilli Forss-Nordström
- 1952 – Zebran Sebulon och andra djursagor av Erik Gardberg
- 1959 – Snarkjakten av Lewis Carroll
- 1962 – Bilbo – En hobbits äventyr av J.R.R. Tolkien
- 1966 – Alice i Underlandet av Lewis Carroll

## Priser och utmärkelser i urval
- 1952 – Svenska Dagbladets litteraturpris[11]
- 1953 – Nils Holgersson-plaketten för Hur gick det sen?[11]
- 1958 – Elsa Beskow-plaketten för Trollvinter[11][46]
- 1962 – Anni Swan-medaljen för Det osynliga barnet[47]
- 1963 – Finska statens litteraturpris
- 1966 – H.C. Andersen-medaljen för insatser inom barn- och ungdomslitteratur[11]
- 1970 – Expressens Heffaklump[48]
- 1971 – Tollanderska priset[49]
- 1971 – Finska statens litteraturpris
- 1972 – Svenska Akademiens Finlandspris[50]
- 1972 – Mårbackapriset[11]
- 1976 – Pro Finlandia-medaljen[11]
- 1977 – Litteraturfrämjandets stora pris[11]
- 1978 – Topeliuspriset
- 1978 – Hedersdoktor vid Åbo Akademi[11]
- 1980 – Helsingfors stads kulturpris[11]
- 1982 – Finska statens litteraturpris
- 1990 – Finska kulturfondens hederspris
- 1992 – Stiftelsen Selma Lagerlöfs litteraturpris[11]
- 1993 – Finlandspriset[51]
- 1994 – Svenska Akademiens stora pris[11]
- 1995 – Professors namn i Finland[11]